# Le Pont Breaux

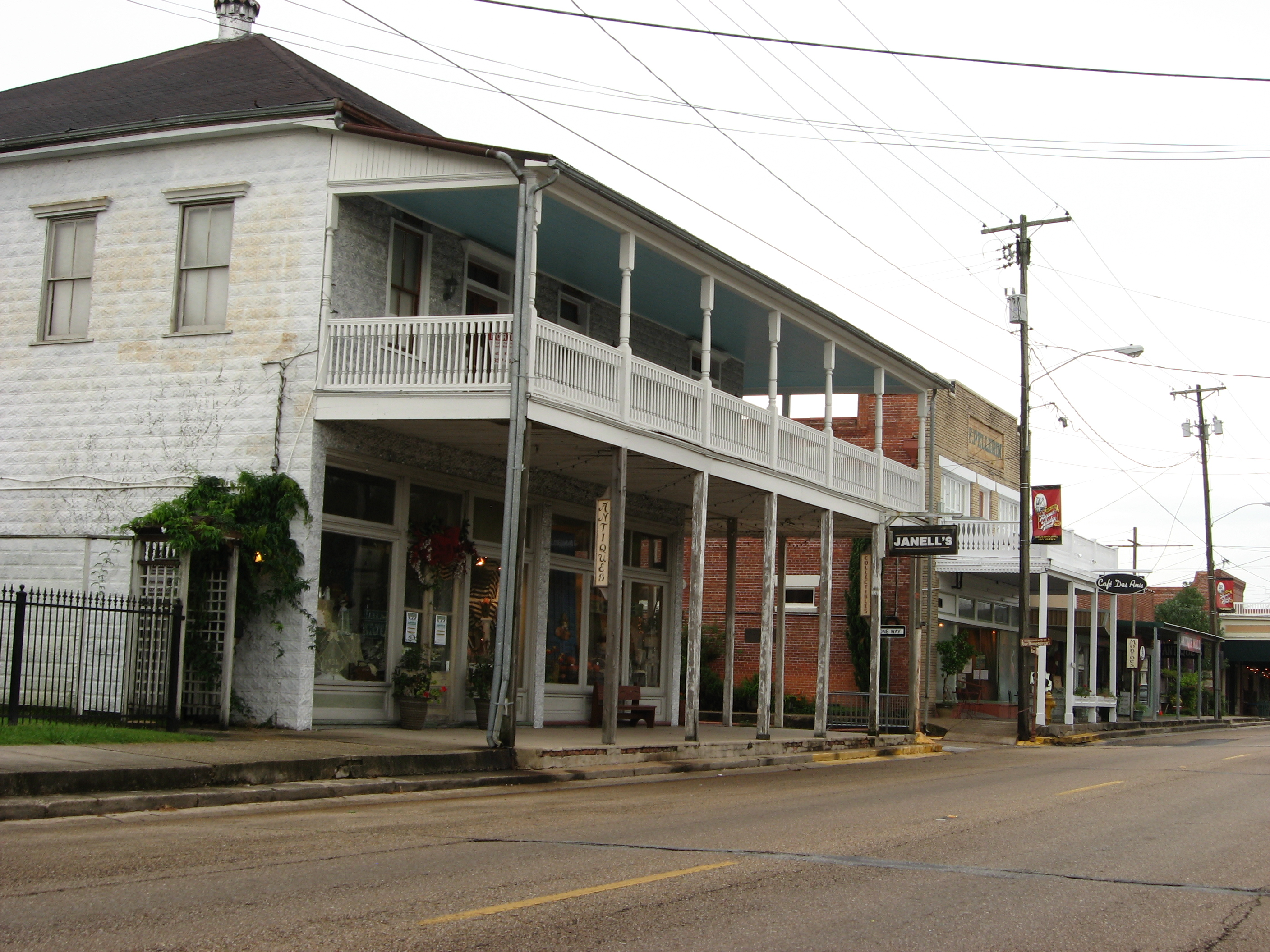
Le "Café Des Amis", rendez-vous des musiciens cajuns à Pont-Breaux.

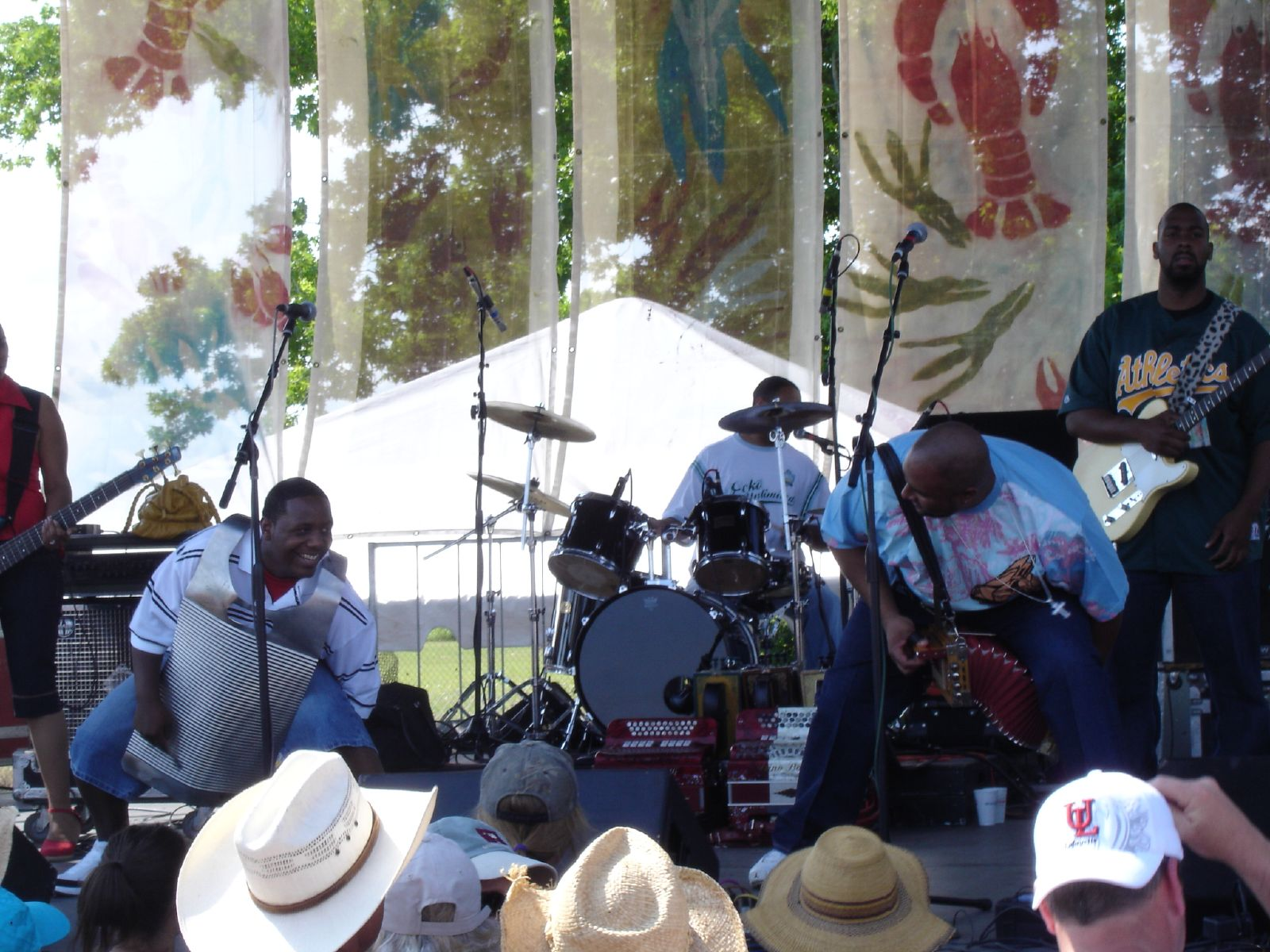
Le festival de l'écrevisse du Pont-Breaux.

Pour les articles homonymes, voir Breaux.
La ville du Pont-Breaux (prononcé [pɔ̃bʁo]; anglais : Breaux Bridge), est une ville de la paroisse de Saint-Martin, située en Louisiane aux États-Unis près de la ville de Lafayette, au cœur de la région Cajun de l'Acadiane. La ville fut fondée sur un domaine ayant appartenu à un pionnier acadien qui s'établit dans ce lieu situé de part et d'autre du bayou Teche à l'époque de la Louisiane française.

## Historique
Firmin Breaux, chassé d'Acadie durant la déportation des Acadiens, vint comme beaucoup d'autres de ses compatriotes acadiens, émigrer vers la Louisiane française. En 1771, il racheta à un riche marchand et négociant français de La Nouvelle-Orléans, Jean-françois Ledée, un domaine traversé par un bayou. En 1799, il fit construire une première passerelle pour enjamber ce cours d'eau. Il faudra attendre 1817 pour que le fils de Firmin, Agricole Breaux, construise un véritable pont carrossable qui prit par la suite le nom de Pont de Breaux. Un village se développa dès le début du XIXe siècle, autour de ce pont et du bayou Teche. Cette bourgade ne prit officiellement le nom de "Ville du Pont de Breaux" qu'en 1829, année où elle fut officiellement fondée, notamment grâce à l'énergie d'une femme, Scholastique Picou Breaux, veuve d'Agricole Breaux.
Scholastique Picou Breaux avait élaboré un plan de ville avec des rues une école et une église. Elle vendit par lots le domaine de son défunt mari aux Acadiens en quête d'installation. La ville accueillit d'autres émigrants. L'église fut construite en 1847 et la ville, devenue bilingue, prit le nom de "Breaux Bridge/Pont-Breaux" vers 1859.
Le pont du XIXe siècle a fait place à un nouveau pont construit en 1950. L'ancien pont est aujourd'hui posé dans un parc situé le long du bayou Teche, appelé "Park des Ponts de Pont Breaux". Il n'enjambe plus désormais le bayou, mais il est utilisé symboliquement pour les fêtes, les concerts et les festivals.

## Données statistiques
Au recensement de l'an 2006, la population du Pont-Breaux, s'élevait à 7.554 habitants, soit 430 habitants au km². La ville s'étend sur 17 km2 et son altitude s'élève à 7 mètres.

## Activité économique
Une des principales activités économiques et attractives de du Pont-Breaux, avec le tourisme, est la pêche à l'écrevisse. En 1959, le Parlement louisianais désigna officiellement Le Pont-Breaux comme "la capitale mondiale de l'écrevisse". 
La fabrication du boudin est également une spécialité culinaire locale cajun réputée. De nombreuses charcuteries proposent du "hot boudin" à la clientèle.

## Festival de l'écrevisse
Un festival de musique cajun et de dégustation d'écrevisses se tient chaque année au mois de mai, le "Breaux Bridge Crawfish Festival". Ce festival cadien se  déroule au "Park des Ponts du Pont-Breaux". Les écrevisses sont cuisinées de diverses façons, notamment à l'étouffée (crawfish étouffée) avec des haricots (ou frijoles), le haricot louisianais déclaré "le roi de tous les haricots" (king of all beans). La musique acadienne, le zydeco et le swamp pop sont à l'honneur lors de ce festival musical et gustatif. Les musiciens cajuns se retrouvent habituellement au "Café Des Amis" du Pont-Breaux dans une ambiance témoignant de la fameuse phrase cajun "Laissez les bons temps rouler".

## Activités sportives
Canoë
Le "Tour du Teche Canoe Race" est une course qui a lieu en octobre entre le bayou Tache et le bayou Courtableu jusqu'à la ville de Port Barre située dans la paroisse de Saint-Landry.
Cyclisme
Le festival annuel de nourriture et de cyclisme (Festival Cycle Zydeco) est une course cycliste effectuée sur un parcours de 320 kilomètres (200 miles). C'est un moment de réjouissance avec musique cadienne et zydeco et gastronomie locale cajun. Le slogan de  ce festival est "Allons manger...Allons danser...Allons à Cycle Zydeco!".

## Nature
Le lac Martin (Lake Martin) est à proximité.

## Personnalités liées au Pont-Breaux
- Jake Delhomme, quart-arrière (ou quaterback en anglais) pour le NFL du Cleveland Browns.
- Marce Lacouture, chanteuse cajun et francophone de folk, de rock et de musique cadienne.
- Sonny Landreth, guitariste de blues.
- Branford Marsalis, musicien de jazz et ancien membre du groupe de musiciens pour l'émission de télévision The Tonight Show.
- Sherman Robertson, chanteur et musicien de blues.
- Zydeco Joe, musicien de zydeco participant au festival de l'écrevisse.

## Jumelages
- Shédiac (Canada)[7]